# Google Workspace
Google Apps for Work (tidigare Google Apps for Business) är ett paket med verktyg och programvara för datormoln samt produktivitet och samverkan som erbjuds som en abonnemangstjänst från Google.
Det innehåller Googles populära webbapplikationer, bland annat Gmail, Google Drive, Google Hangouts, Google Kalender, och Google Docs. De här produkterna är gratis för konsumenter, men Google Apps for Work innehåller dessutom affärsspecifika funktioner som egna e-postadresser på din domän (@dittföretag.com), minst 30 GB lagringsutrymme för dokument och e-post samt support via telefon och e-post dygnet runt alla dagar. Som molnlösning har den en annan inriktning än kommersiella produktivitetsprogram och lagrar kundinformation i Googles nätverk av säkra datorhallar, istället för på traditionella servrar i företagens lokaler.
Enligt Google använder över 5 miljoner organisationer runt om i världen Google Apps, inklusive 60 procent av företagen i Fortune 500.

## Historik
- 10 februari 2006 – Google lanserade ett Gmail for Your Domain-test på San Jose City College med webbhosting av Gmail-konton med SJCC-domänadresser och administrationsverktyg för kontohantering.[6]
- 28 augusti 2006 – Google lanserade Google Apps for Your Domain, ett applikationspaket för organisationer. Det var tillgängligt utan kostnad som betaprodukt och innefattade Gmail, Google Talk, Google Kalender och Google Page Creator som ersattes med Google Sites. Dave Girouard, som då var Googles vice president och general manager, presenterade fördelarna med detta för affärskunderna: ”Organisationerna kan låta Google vara experterna när det gäller att leverera e-post och meddelandetjänster samt andra webbaserade tjänster med hög kvalitet och kan själva fokusera på sina användares behov och sin dagliga verksamhet”.[7]
- 10 oktober 2006 – En version för skolor, kallad Google Apps for Education, tillkännagavs.[8]
- 22 februari 2007 – Google introducerade Google Apps Premier Edition, som skiljde sig från den kostnadsfria versionen genom att erbjuda större lagringsutrymme (10 GB per konto), programgränssnitt för affärsintegrering och ett servicenivåavtal med 99,9 % drifttid. Det kostade 50 USD per användarkonto per år. Enligt Google innefattade de tidiga användarna av Google Apps Premier Edition Procter & Gamble, San Francisco Bay Pediatrics och Salesforce.com.[9]
- 25 juni 2007 – Google lade till ett antal funktioner i Google Apps, bland annat migrering av e-post, vilket gjorde det möjligt för kunderna att överföra befintliga e-postdata från en IMAP-server.[10] I en artikel i ZDNet noterades att Google Apps nu erbjöd ett verktyg som gjorde det möjligt att byta från de populära Exchange Server och Lotus Notes, vilket gjorde Google till ett alternativ till Microsoft och IBM.[11]
- 3 oktober 2007 – En månad efter förvärvet av Postini meddelade Google att det nystartade företagets säkerhets- och kompatibilitetsfunktioner hade lagts till i Google Apps Premier Edition. Kunderna kunde nu konfigurera sin skräppost- och virusfiltrering bättre, implementera lagringspolicyer, återställa raderade meddelanden och ge administratörerna åtkomst till all e-post.[12]
- 26 februari 2008 – Google införde Google Sites, ett enkelt nytt Google Apps-verktyg för att skapa intranät och teamwebbplatser.[13]
- 9 juni 2010 – Google lanserade Google Apps Sync för Microsoft Outlook, ett insticksprogram som gör att kunderna kan synkronisera e-post-, kalender- och kontaktuppgifter mellan Outlook och Google Apps.[14]
- 7 juli 2010 – Google meddelade att tjänsterna som ingick i Google Apps – Gmail, Google Kalender, Google Docs och Google Talk – inte längre var i betaversion.[15]
- 9 mars 2010 – Google öppnade Google Apps Marketplace, en webbutik för affärsapplikationer från tredje part som är integrerad med Google Apps för att göra det lättare för användare och program att göra affärer i molnet. Några leverantörer som deltar är Intuit, Appirio och Atlassian.[16]
- 26 juli 2010 – Google introducerade Google Apps for Government, en version av Google Apps som var utformad för att uppfylla den offentliga sektorns unika policy- och säkerhetsbehov. De meddelade även att Google Apps hade blivit det första programpaketet med molnapplikationer som certifierats och ackrediterats enligt Federal Information Security Management Act (FISMA).[17]
- 26 april 2011 – Nästan fem år efter lanseringen av Google Apps meddelade Google att organisationer med fler än 10 användare inte längre var berättigade att använda den kostnadsfria versionen av Google Apps. De skulle vara tvungna att använda betalversionen, som nu kallades Google Apps for Business. En flexibel betalningsplan infördes också, där kunderna kunde välja att betala 5 USD per användare och månad utan att behöva skriva under något avtal.[18]
- 28 mars 2012 – Google lanserade Google Apps Arkiv, en tillvalstjänst för elektronisk bevisanskaffning och arkivering för kunder som har Google Apps for Business.[19]
- 24 april 2012 – Google introducerade Google Drive, en plattform för lagring och delning av filer. Varje Google Apps for Business-användare fick 5 GB lagringsutrymme i Drive, med möjlighet att köpa mer.[20] Observatörer noterade att Google nu hade givit sig in på molnlagringsmarknaden och konkurrerade med aktörer som Dropbox och Box.[21]
- 6 december 2012 – Google meddelade att den kostnadsfria versionen av Google Apps inte längre skulle finnas tillgänglig för nya kunder.[22]
- 13 maj 2013 – Google ökade lagringsutrymmet i Drive för Google Apps-kunder. Google kombinerade de 25 GB på Gmail och de 5 GB på Drive så att varje användare fick totalt 30 GB som kan användas för alla Apps-produkter, bland annat Gmail och Google Drive.[23]
- 10 mars 2014 – Google lanserade Google Apps Referral Program, som ger deltagarna en rekommendationsbonus på 15 USD för varje ny Google Apps-användare de gjort en rekommendation till.[24]
- 25 juni 2014 – Google presenterade Drive for Work, ett nytt Google Apps-verktyg för obegränsad fillagring, avancerad revisionsrapportering och nya säkerhetskontroller för 10 USD per användare och månad.[25]
- 2 september 2014 – Google Enterprise, företagets avdelning för affärsprodukter, döptes officiellt om till Google for Work. ”Vi var aldrig ute efter att skapa en traditionell företagsverksamhet – vi ville skapa ett nytt sätt att arbeta”, förklarade Eric Schmidt, Googles executive chairman. ”Det är dags att sammanföra vårt namn och våra ambitioner”. För att markera den här större förändringen döptes Google Apps for Business om till Google Apps for Work.[26]
- 14 november 2014 – I den kostnadsfria versionen av Google Apps stöds inte sekundära domäner. Den kostnadsfria versionen av Google Apps stöder endast domänalias.[27]

## Produkter
Produkt- och tjänstesortimentet i Google Apps for Work innefattar Gmail, Google Kalender, Google Drive, Hangouts, Google Docs, Google Kalkylark, Google Presentationer, Google Formulär, Google Sites, Google+ och Google Apps Arkiv. Med undantag för Google Apps Arkiv ingår alla i den grundläggande planen, som kostar 5 USD per användare och månad eller 50 USD per användare och år. I premiumpaketet, Drive for Work, ingår Google Apps Arkiv plus obegränsad lagring för 10 USD per användare och månad.

### Gmail
Gmail släpptes vid en begränsad lansering 1 april 2004 och är nu den populäraste webb-e-posttjänsten i världen. Den blev tillgänglig för alla konsumenter 2007. Från och med juni 2012 använder 425 miljoner Gmail, enligt Google.
Den kostnadsfria versionen av Gmail för privatpersoner finansieras genom textannonser som är kopplade till innehållet i människors e-postmeddelanden. Några av de mest populära funktionerna är 15 GB kostnadsfri lagring, konversationstrådar, stabila sökfunktioner och ett app-likt gränssnitt.
Gmail i Google Apps for Work påminner om den kostnadsfria versionen, men innehåller även ett antal funktioner som utformats för affärsanvändare.
De innefattar:
- Egenanpassad e-post, bland annat kundens domännamn (@dittföretag.com)
- 99,9 % garanterad drifttid utan någon planerad stilleståndstid för underhåll[35]
- Antingen 30 GB eller obegränsad lagring som delas med Google Drive, beroende på version
- Ingen reklam
- Kundsupport alla dagar, dygnet runt
- Google Apps Sync för Microsoft Outlook[34]

### Google Drive
Googles fillagrings- och synkroniseringstjänst lanserades 24 april 2012, minst sex år efter att ryktena om produkten började spridas. Googles pressmeddelande beskrev Google Drive som ”en plats där du kan skapa, dela, samarbeta och lagra allt ditt material”.
Med Google Drive kan användarna överföra alla typer av filer till molnet, dela dem med andra och komma åt dem från vilken dator, surfplatta eller smarttelefon som helst. Användarna kan enkelt synkronisera filer mellan sina datorer och molnet med en skrivbordsapplikation för Mac och PC. Applikationen skapar en mapp på datorn och alla ändringar i filerna synkroniseras via Drive, på webben och på aktuella enheter. Konsumentversionen av Google Drive innehåller 15 GB lagringsutrymme som fördelas mellan Gmail, Drive och Google+ Foton.
När Google Drive är en del av Google Apps for Work har det extra funktioner för affärsanvändning. De innefattar:
- Antingen 30 GB eller obegränsad lagring som delas med Gmail, beroende på version
- Kundsupport alla dagar, dygnet runt
- Delningsfunktioner som håller filerna privata tills kunderna väljer att dela dem
- Avancerade gransknings- och rapporteringsmöjligheter[39]

### Google Docs, Kalkylblad, Presentationer och Formulär
Google Apps innehåller webbredigeringsprogram för att skapa textdokument eller dokumentfilformat, kalkylblad, presentationer och undersökningar. Verktygspaketet lanserades första gången 11 oktober 2006 som Google Docs och Kalkylblad.
Google Docs, Kalkylblad, Presentationer och Formulär fungerar i alla webbläsare och på alla mobila enheter med internetanslutning. Dokument, kalkylblad, presentationer och undersökningar kan delas, kommenteras och samredigeras i realtid.  Bland övriga funktioner finns obegränsad ändringshistorik som säkert sparar alla ändringar på en plats samt offline-åtkomst så att användarna kan arbeta med sina dokument utan internetanslutning.
25 juni 2014 introducerade Google redigering med originalkod av Microsoft Office-filer i Google Docs, Kalkylblad och Presentationer. I likhet med många andra ansåg en journalist på Mashable att ”Google presenterar uppenbart sina appar som en mer kostnadseffektiv lösning för företag som ibland behöver redigera Office-filer”.

### Google Sites
Google Sites introducerades 28 februari 2008 och gjorde det möjligt för människor att skapa och redigera webbsidor utan att de behövde vara bekanta med HTML eller webbdesign. Användarna kan bygga webbplatser från grunden eller med mallar, överföra innehåll som bilder och filmklipp och styra behörighetsinställningarna genom att välja vem som kan visa och redigera varje sida.
Google Sites lanserades som en del av betalversionen av Google Apps-paketet, men blev snart även tillgängligt för konsumenter. Företagskunder använder Google Sites för att bygga projektwebbplatser, intranät och konsumentinriktade webbplatser.

### Google Kalender
Googles webbkalendertjänst är utformad för att vara integrerad med Gmail och gjordes tillgänglig för konsumenter 13 april 2006. Den använder iCal-standarden för att fungera med andra kalenderprogram.
Googles webbkalender är en integrerad, delbar webbkalender som är utformad för grupper.  Företag kan skapa specifika teamkalendrar och sedan dela dem med hela företaget. Kalendrar kan delegeras till en annan person för att hantera specifika kalendrar och händelser. Användarna kan även använda Google Kalender för att se om konferensrum eller gemensamma resurser är tillgängliga och lägga till dem till evenemang.
Några användbara funktionerna i Google Kalender:
- Dela kalendrar med gruppmedlemmar och andra för att kontrollera tillgänglighet
- Sammanfoga gruppmedlemmarnas kalendrar i en enda vy för att hitta en tid när alla är tillgängliga
- Använda mobilappen eller synkronisera med den inbyggda kalendern på mobila enheter
- Publicera kalendrar på webben och integrera i Google Sites
- Enkel migrering från Exchange, Outlook eller iCal eller från .ics- och .csv-filer
- Boka delade rum och resurser[50]

### Google Hangouts
15 maj 2013 meddelade Google att ett nytt text-, röst- och videochattverktyg skulle ersätta tjänsterna Google Talk, Google Voice och Google+ Hangouts. Med Google Hangouts kan upp till 10 personer i konsumentversionen och upp till 15 personer i företagsversionen delta i konversationer via sin dator eller mobila enhet.  Deltagarna kan dela sina skärmbilder och visa och arbeta med saker tillsammans. Med Hangouts On Air-tjänsten kan användarna strömma livesändningar till Google+, YouTube och sina webbplatser.
Den version av Hangouts som ingår i Google Apps for Work stöder upp till 15 deltagare och administratörerna kan välja att begränsa Hangouts till personer på samma domän, så att åtkomsten är begränsad för externa deltagare.
Hangouts-appen sparar meddelanden online i Googles moln och gör det möjligt att stänga av historikfunktionen om användarna inte vill logga användningen. Dessutom sparar Google+-integreringen alla bilder som användarna delar med varandra i ett privat, delat album på Google+.
30 juli 2014 meddelade Google att alla Google Apps-kunder därefter hade tillgång till Hangouts, bland annat kunder utan Google+-profil. Google började även samarbeta för att integrera sina tjänster med andra videochattleverantörer som Blue Jeans Network och Intercall.  
Google meddelade även att Hangouts skulle täckas av samma servicevillkor som andra Google Apps for Work-produkter, till exempel Gmail och Drive. Apps for Work-kunder fick också telefonsupport dygnet runt, alla dagar för Hangouts, 99,9 % garanterad drifttid samt ISO27001- och SOC 2-certifiering.
19 december 2014 meddelade Google via Google+ att de återinfört en av de mest efterfrågade funktionerna för Hangouts i Gmail. App-administratörerna kan ställa in statusmeddelanden på att endast synas internt.

### Google+
Googles sociala nätverkstjänst, Google+, lanserades 28 juni 2011 i ett fälttest som genomfördes via inbjudan. Observatörer kallade det Googles senaste försök att utmana den sociala nätverksjätten Facebook. Google+ har sedan dess passerat Twitter som världens näst största sociala nätverk efter Facebook, men har kritiserats för att göra användarna besvikna och inte lyckas med att skapa rekommendationstrafik.
27 oktober 2011 meddelade Google att Google+ var tillgängligt för de som använder Google Apps i studierna, på arbetet och i hemmet.
29 augusti 2012 meddelade Google att de efter feedback från affärskunder som deltagit i ett pilotprogram skulle skräddarsy Google+-funktionerna för organisationer. Funktionerna innefattade privat delning inom organisationer och administrativa funktioner som begränsade synligheten för profiler och inlägg.
5 november 2013 lade Google till ett extra säkerhetslager för stängda grupper som endast beviljade medlemskap till personer inom en specifik organisation. Administratörerna kan välja att ställa in grupper med begränsad åtkomst som standard och välja när personer utanför organisationen får gå med.
Google+ som affärsnätverk fick blandade omdömen, från att det hade funktioner som hjälpte mindre företag att få uppmärksamhet på webben till att det var förvirrande varumärkesmässigt och att det var en viktig aktör i företags sociala marknadsföringsstrategi. I många artiklar på nätet betonades det att närvaro på Google+ hjälpte företagens Google-sökrankning eftersom Google+-inlägg och -delningar omedelbart indexeras av Google.

### Google Apps Arkiv
Google Apps Arkiv, en tjänst för arkivering och elektronisk bevisanskaffning som endast är tillgänglig för Google Apps-kunder, lanserades 28 mars 2012. Med Arkiv kan kunderna hitta och lagra e-postmeddelanden som kan vara relevanta vid rättstvister. Det hjälper dem även att hantera affärsdata i kontinuitetssyfte samt för att uppfylla lagstadgade krav.  Från och med 25 juni 2014 kan Arkiv-kunderna även söka efter, förhandsgranska och exportera Google Drive-filer.
Google Apps Arkiv ingår som en del av Drive for Work med obegränsad lagring och är tillgängligt för 10 USD per användare och månad.

## Prissättning
När möjliga kunder registrerar sig för Google Apps for Work får de en kostnadsfri utvärderingsperiod på 30 dagar för upp till 10 användare. Efter utvärderingsperioden kan de välja antingen ett årligt avtal för 50 USD per användare och år eller ett flexibelt avtal för 5 USD per användare och månad eller 60 USD/år. Båda avtalstyperna faktureras varje månad.
Med det flexibla avtalet kan kunderna lägga till obegränsad lagring och Google Apps Arkiv för en total månadskostnad på 10 USD per användare. För organisationer med färre än fem användare begränsas lagringsutrymmet till 1 TB per användare med det här alternativet.

## Säkerhet
Google har meddelat att de inte äger kundernas data. Alla data lagras i Googles datorhallar som endast utvalda anställda har tillgång till. De delar inte data med andra och lagrar endast data så länge kunden önskar, och kunderna kan ta med sig sina data om de migrerar från Google Apps.
Google Apps erbjuder säkerhet och regelefterlevnad i företagsklass, bland annat en SSAE 16/ISAE 3402 Type II, SOC 2-audit, ISO 27001-certifiering, följer Safe Harbor-sekretessprinciperna och kan stöda branschspecifika krav som Health Insurance Portability and Accountability Act (HIPAA). Google säger att Google Apps har skräppostskydd med inbyggd virusgenomsökning och kontroll av dokument innan användarna kan ladda ner meddelanden.
Google garanterar att alla filer som överförs till Google Drive krypteras och att alla e-postmeddelanden som skickas och tas emot krypteras när de flyttas internt mellan datorhallarna. I ett blogginlägg meddelade Google for Work att de erbjuder starka avtalsåtaganden för att skydda kundernas information och att de inte visar reklam eller går igenom kunduppgifter i marknadsföringssyfte.

## Användning
Google Apps säger att över 5 miljoner företag använder deras verktyg i den kostnadsfria versionen eller i betalversionen. Enligt Amit Singh, president för Google for Work, använder 60 % av Fortune 500-företagen Google for Works tjänster. Kunderna finns inom alla branscher runt om i världen och innefattar Uber, AllSaints, BuzzFeed, Design Within Reach, Virgin, PwC med flera. Många av kunderna som använder Apps finns med på Apps kundsida.

## Googles återförsäljare och förespråkare
Google har ett system av återförsäljare som hjälper blivande kunder att komma igång med Apps. Med partnerregistret kan människor hitta samarbetspartner. 10 mars 2014 lanserade Google ett rekommendationsprogram där personer som lämnar rekommendationer får 15 USD för varje person som börjar använda tjänsterna. Det här programmet gällde till en början alla som bodde i USA och Kanada. Om man läser reglerna för rekommendationsprogrammet noga ser man att varje person kan rekommendera ett obegränsat antal kunder och att de belönas för varje rekommenderad kunds första 100 användare.
4 december 2014 introducerade Google sitt Google for Work and Education Partner Program som hjälper samarbetspartner att sälja, ge service och skapa innovationer via produktpaketen och plattformarna Google for Work och Education.

## Google Apps Marketplace
Google Apps Marketplace lanserades 2010 som en webbutik med företagsorienterade molnapplikationer som förbättrar Google Apps funktion. Via Marketplace kan administratörer söka efter, köpa och distribuera integrerade affärsinriktade molnapplikationer. Det är tillgängligt för Google Apps, Google Apps for Work och Google Apps for Education.
Utvecklare kan också utveckla appar på Marketplace och sälja appar och tjänster via Marketplace.  6 mars 2014 berättade Google att Google Apps kunder har lagt till över 200 miljoner installationer från Marketplace sedan lanseringen 2010.
17 september 2014 släppte Google ett blogginlägg om att anställda kan installera tredjepartsappar från Marketplace utan att behöva blanda in administratörer.

## Webbrecensioner
Google Apps har fått många positiva recensioner på webben med ett genomsnitt på 4–5 stjärnor på en skala med 5 stjärnor.  I recensionerna beröms Google Apps för de konkurrenskraftiga priserna, det heltäckande paketutbudet, den enkla installationen samt kompatibiliteten med olika enheter.  I några negativa recensioner ansågs det att Google Apps, Google Presentationer och Google Docs inte har samma nivå på de funktioner som skapar professionella dokument i Powerpoint och Microsoft Word.

## Konkurrens
Huvudkonkurrenten för Google Apps-paketet är Microsoft Office 365 – Microsofts molnbaserade utbud för företag som innehåller liknande produkter. Webbrecensenterna har varierande åsikter om vilket paket som är bäst. I recensionerna noteras det att Google Apps och Microsoft 365 har liknande omdömen, men varierar stort i funktionerna.
De största skillnaderna ligger i prissättning, lagringsutrymme och antal funktioner. Microsoft 365 har i många fall fler funktioner än Google Apps, men många av dem används inte så ofta. Google släpper inga uppgifter om omsättning eller användarantal, vilket gör det svårt för recensenterna att jämföra hur Google Apps lyckas jämfört med Microsoft Office.  I oktober 2014 hade Microsoft 7 miljoner kunder som använde Office 365-produkten och detta steg med 25 % under det sista kvartalet.  Microsoft meddelade även att de ger obegränsat lagringsutrymme till kunder som köper molnversionen av Microsoft Office 365.
För tillfället finns inga nystartade företag som konkurrerar med Google Apps-paketet eftersom kostnaden för att konkurrera med en produkt, till exempel e-post, är för hög och vinstmöjligheterna är begränsade.
Med Google Apps nya SKU, Apps med obegränsad lagring och Arkiv har Google Apps fått nya konkurrenter – Box, Dropbox och OneDrive.

## Relaterade produkter
Google Apps for Work är en del av ett flertal andra produkter inom Googles företagsprodukter. De innefattar Google Cloud Platform, Google Sök for Work, Google Kartor for Work, Google Chrome for Work.